# Samo Smerkolj
Samo Smerkolj, slovenski operni pevec, lirski baritonist, * 12. avgust 1921, Ljubljana, † 11. april 1993, Ljubljana

## Življenje
Po maturi je nekaj časa študiral pravo, nato pa solopetje pri Juliju Betettu in Bogu Leskovicu. Kot solist je bil v ljubljanski Operi angažiran od leta 1945. Njegove kreacije veljajo še danes zaradi estetskega pevskega podajanja za ene izmed najbolj impresivnih.
Dvakrat je zato dobil Prešernovo nagrado. Leta 1958 je bilo ob utemeljitvi za Prešernovo nagrado zapisano, da je njegova kreacija don Lorenza v Črnih maskah ena najpopolnejših v zgodovini slovenske opere.

## Vloge
- Knez Igor
- Rigoletto
- Jevgenij Onjegin
- Germont
- Valentin
- Renato
- Amonasro
- Don Juan
- Don Lorenzo
- Jago
- Scarpia ...